# ناظوريت
الناظوريت أو النادوريت هو معدن له الصيغة الكيميائية PbSbO 2 Cl. وهو يتبلور في نظام بلوري معيني متعامد المحاور ويتلون بالبني أو الأصفر المسمر أو أصفر اللون، مع خدوش بيضاء أو بيضاء مصفرة.

## أصل التسمية
سُمي الناظوريت على اسم جبل الناظور بلدية حمام النبائل ولاية قالمة والتي كانت تسمى قيادة الناظور فى ايم الاحتلال الاولى فى الجزائر، حيث عُرف لأول مرة في عام 1870 على يد المهندس الفرنسي فرانسيس فلاجولو الذي اكتشفه بمنجم كاف لكحل بمدخل بلدية حمام النبائل الشمالي.

## الخصائص
حلل فلاجولوت مهندس التعدين النادوريت في أطروحة في أكاديمية العلوم قدمها المهندس كومبس.
يشير الملخص إلى أن الناظوريت يحدث في بلورات مفلطحة للغاية، جدولية الشكل، مع حواف حادة على الجوانب الأربعة. لونها بني إلى أصفر-بني ولكنه شبه شفاف، وهي مرتبة في بلورات عدسية مربعة أو مثمنة الأضلاع، يصل قياسها إلى 40 مم؛ الناظوريت معروف في أقل من خمس مناطق في العالم. يتكون من خام الأكسدة من رواسب الأنتيمون، وهو هاليد بالصيغة الكيميائية PbSb3O2Cl وينتمي إلى النظام البلوري.

## جيولوجيا
الناظوريت معدن نادر جدا، قريب من الأنتيمون، اكتشف في بلدية حمام النبايل بولاية قالمة بالجزائر عام 1870 من قبل الدكتور فلاجولوت في مضايق الناظور، حيث استغلته شركة لوسيت للتعدين [الفرنسية] في منجم ناظور النبايل [الفرنسية].
إن جبل الناظور وجبل الدبار (كلاهما في ولاية قسنطينة الجزائرية) هما منطقتان من النوع المشترك. عُثر عليه أيضًا منتج تحوير للجامسونيت في كورنوال بإنجلترا.